# نيكولاي زيمياتوف

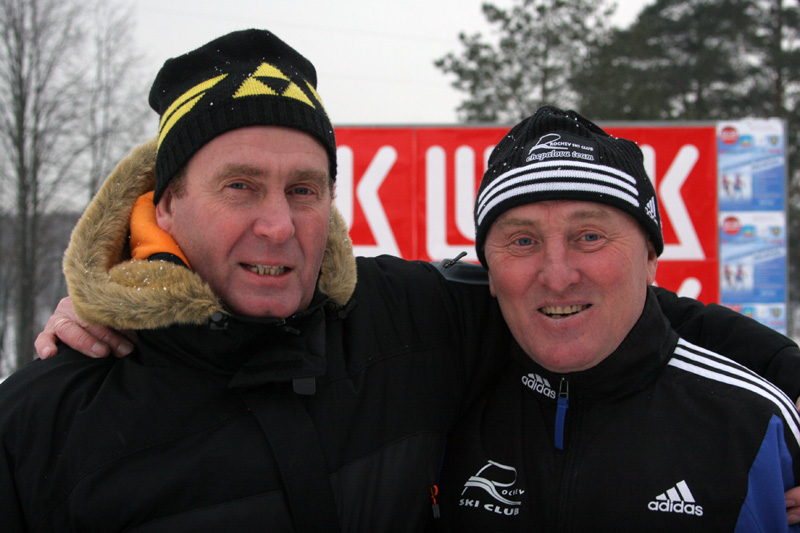
نيكولاي زيمياتوف (يسار)

نيكولاي زيمياتوف (Nikolay Zimyatov) (بالروسية: Никола́й Семёнович Зимя́тов) هو لاعب أولمبي لرياضة تزلج ريفي من الاتحاد السوفييتي. شارك في الأولمبياد الشتوي في 1980–1984، وفاز بما مجموعه 5 ميداليات.

## الميداليات
| ذهب | فضة | برونز | المجموع |
| 4   | 1   | 0     | 5       |

## روابط خارجية
- نيكولاي زيمياتوف على موقع الاتحاد الدولي للتزلج (التزلج الريفي) (الإنجليزية)
- نيكولاي زيمياتوف على موقع أوليمبيديا (الإنجليزية)